# 押山清高
押山 清高（おしやま きよたか、1982年1月3日 - ）は、日本のアニメーション監督、アニメーター、デザイナー。スタジオドリアン代表取締役。福島県出身。

## 来歴
アニメスタジオ・ジーベックにアニメーターとして入社後、2004年『蒼穹のファフナー』で原画として参加する。その後、フリーランスとなる。
2007年の『電脳コイル』で初の作画監督を担当。その仕事で注目を集め、業界に名を知られるようになると、以降『ヱヴァンゲリヲン新劇場版:破』『借りぐらしのアリエッティ』『風立ちぬ』など、数多くの劇場作品に主要スタッフとして携わることになった。
2011年の『鋼の錬金術師 嘆きの丘の聖なる星』ではアニメーションディレクターを務め、2014年の『スペース☆ダンディシーズン2』第18話では脚本・絵コンテ・演出・原画などを一人で担当する。
2016年、『フリップフラッパーズ』にて、テレビシリーズ初監督を務めた。また、2018年公開の新シリーズ映画『フリクリ2』『フリクリ3』では、メカニックデザインを手がける。
2017年に永野優希とともにスタジオドリアンを設立。作品制作に加え、スタジオドリアン添削室も運営する。
2018年の湯浅政明監督の『DEVILMAN crybaby』では、監督のオファーで悪魔側のデザインを担当した。
世界最大のアニメーション映画祭として知られる仏アヌシー国際アニメーション映画祭2019の日本アニメーション特集「NEW MOTION -the Next of Japanese Animation-」で若手クリエイター26人の一人として選出された。

## 作風
作品の性質に合わせた職人的能力と、視聴者を楽しませる独自的作画手法を併せ持つアニメーター。 他の作家の作品参加の際には作画の幅の広さを見せつける。またアニメーションが本来持つ動きの魅力を前面に出したシンプルな線表現から躍動感を生み出すその作画は、見る人に絵が生きているように見えるということを再確認させる。

## 参加作品

### テレビアニメ
2004年
- 蒼穹のファフナー - 原画（22話・23話・25話）、動画

2005年
- 魔法先生ネギま! - 原画（3話・19話・24話・26話）
- エレメンタル ジェレイド - 原画（ED・6話・13話・18話・26話）
- ロックマンエグゼBEAST（-2006年） - 獣化デザイン、原画（OP・14話・25話）
- SHUFFLE! - 原画（12話）

2006年
- 蒼穹のファフナー RIGHT OF LEFT - 原画
- 桜蘭高校ホスト部 - 原画（OP・9話）
- ロックマンエグゼBEAST+ - 原画（OP・15話）
- ザ・サード 〜蒼い瞳の少女〜 - 原画（3話・4話・6話）

2007年
- オーバードライブ -Over Drive- - 原画（OP）
- 天元突破グレンラガン - 原画（3話）
- 電脳コイル - 作画監督（5話・13話・19話・22話・24話）、原画（OP・1話・4話・5話・7話・13話・18話・19話・20話・22話・26話）
- ぼくらの - 原画（14話・23話）

2009年
- うみものがたり 〜あなたがいてくれたコト〜 - 原画（11話）
- ドラえもん - 原画（159話）

2014年
- スペース☆ダンディ - いつもな宇宙人たちのデザイン（1話・2話・4話・5話）、ゲスト宇宙人デザイン（7話）、メカデザイン（13話）、作画監督/原画（9話）
- スペース☆ダンディ シーズン2 - 脚本/美術設定/ゲストキャラデザイン/絵コンテ/演出/作画監督/原画/動画（18話）、いつもな宇宙人たちのデザイン（19話）、ゲスト宇宙人デザイン（15話）、原画（22話・26話）
- 天体のメソッド - 原画（13話）

2016年
- フリップフラッパーズ - 監督、脚本（7話）、絵コンテ（OP・ED・1話・2話・7話・10話・11話・12話・13話、演出（OP・ED・1話・13話）、作画（ED）、原画（1話・4話・5話・7話・13話）、第二原画/動画（13話）

2017年
- エロマンガ先生 - 原画（11話）
- プリンセス・プリンシパル - 原画（OP）

2020年
- デカダンス - サイボーグデザイン

2022年
- その着せ替え人形は恋をする - 原画（12話）
- チェンソーマン - 悪魔デザイン

2026年
- TRIGUN STARGAZE - キャラクターデザイン

### 劇場アニメ
2005年
- ロックマンエグゼ 光と闇の遺産 - 原画
- 劇場版 鋼の錬金術師 シャンバラを征く者 - 原画

2008年
- 映画ドラえもん のび太と緑の巨人伝 - 原画

2009年
- ヱヴァンゲリヲン新劇場版:破 - 原画

2010年
- 借りぐらしのアリエッティ - 原画
- パン種とタマゴ姫 - 原画

2011年
- 鋼の錬金術師 嘆きの丘の聖なる星 - アニメーションディレクター、原画

2012年
- ももへの手紙 - 原画

2013年
- 風立ちぬ - 原画

2017年
- メアリと魔女の花 - 原画

2018年
- フリクリ オルタナ - メカニックデザイン
- フリクリ プログレ - メカニックデザイン
- 映画ドラえもん のび太の宝島 - 原画

2020年
- 映画ドラえもん のび太の新恐竜 - 作画監督、演出、原画

2024年
- ルックバック - 監督、脚本、キャラクターデザイン・絵コンテ・作画監督・原動画・製作

### OVA・Webアニメ・配信
2006年
- 魔女っ娘つくねちゃん - 原画（6話）

2008年
- 亡念のザムド（-2009年） - 作画監督（11話）、原画（8話・11話）

2018年
- DEVILMAN crybaby - デビルデザイン、絵コンテ（5話）、演出（5話）、作画監督（5話・8話）

2021年
- ぶらどらぶ - 作画監督（9話）、原画（9話）

2023年
- MAKE MY DAY - メカデザイン

2024年
- ライジングインパクト - キャラクターデザイン

### PV
- GLAY「Je t'aime」（2010年） - 原画

### CM
- 花王 アタックZERO エヴァンゲリオン限定コラボレーションムービー 動画広告（2020年）- アニメーション監督・絵コンテ・演出・原画
- ロッテ・ガーナチョコレート「ガーナ Gift篇」（2021年） - キャラクターデザイン・作画監督

## 出版物

### 画集・絵コンテ集
- 神技作画シリーズ『作画添削教室』（KADOKAWA、2019年5月30日発売）ISBN 978-4-04-604163-0
- 神技作画シリーズ『押山式作画術』（KADOKAWA、2021年6月21日発売）ISBN 978-4-04-605038-0